# Шта ће нама туговање
Шта ће нама туговање је студијски албум српског фолк певача Мирослава Илића. Албум је објављен 1990. године за издавачку кућу ПГП РТБ, а доступан је био на касети и грамофонској плочи.

## Списак песама
| №               | Назив                              | Аутор(и)                               | Трајање |  |
| 1.              | Шта ће нама туговање               | З. Матић (т), Д. Александрић (м, а)    | 3:30    |  |
| 2.              | Крију те крију...                  | З. Матић (т), Д. Александрић (м, а)    | 2:50    |  |
| 3.              | Тамо је завичај                    | С. Покрајац (т), Д. Александрић (м, а) | 3:15    |  |
| 4.              | Колона година                      | Љ. Колаковић (т), П. Вуковић (м)       | 4:02    |  |
| 5.              | Изабери мене                       | М. Ж. Илић (т), Д. Александрић (м, а)  | 2:40    |  |
| 6.              | Збогом љубави                      | М. Марковић                            | 3:10    |  |
| 7.              | Једном се растаје, а сто пута каје | З. Матић (т), Д. Александрић (м, а)    | 2:40    |  |
| 8.              | Сузе на перону                     | З. Матић (т), Д. Александрић (м, а)    | 3:10    |  |
| 9.              | Хиљаду суза                        | П. Вуковић                             | 4:10    |  |
| 10.             | Играј све до зоре                  | М. Марковић                            | 3:30    |  |
| Укупно трајање: | Укупно трајање:                    | Укупно трајање:                        | 32:57   |  |

## Пратећи музичари
- Оркестар Драгана Александрића — оркестар
- Снежана Ђуришић — пратећи вокали

## Остале заслуге
- Драган Александрић — продуцент
- Иван Ћулум — дизајн омота
- Зоран Кузмановић — фотографије